# Bolivianische Fußballnationalmannschaft (U-17-Juniorinnen)
Die bolivianische U-17-Fußballnationalmannschaft der Frauen repräsentiert Bolivien im internationalen Frauenfußball. Die Nationalmannschaft untersteht der Federación Boliviana de Fútbol und wurde zuletzt von Francisco Javier Escuin Mestre trainiert. Der Verband kündigte nach dem abermals frühen Ausscheiden bei der U-17-Südamerikameisterschaft im März 2022 an, künftig konkurrenzfähiger in diesem Wettbewerb sein zu wollen, und ist seither derzeit noch ohne offiziellen Cheftrainer.
Die Mannschaft tritt bei der U-17-Südamerikameisterschaft und (theoretisch) auch bei der U-17-Weltmeisterschaft für Bolivien an. Bislang ist es dem Team jedoch nie gelungen, sich für eine WM-Endrunde zu qualifizieren. Auch bei der Südamerikameisterschaft kam die bolivianische U-17-Auswahl bisher nie über die Gruppenphase hinaus, belegt dort häufig den letzten Tabellenplatz und erreichte 2010 und 2013 jeweils als Dritter der Vorrundengruppe ihr bestes Ergebnis.

## Turnierbilanz

### Weltmeisterschaft
| Jahr   | Gastgeber           | Platzierung        |
| ------ | ------------------- | ------------------ |
| 2008   | Neuseeland          | nicht qualifiziert |
| 2010   | Trinidad und Tobago | nicht qualifiziert |
| 2012   | Aserbaidschan       | nicht qualifiziert |
| 2014   | Costa Rica          | nicht qualifiziert |
| 2016   | Jordanien           | nicht qualifiziert |
| 2018   | Uruguay             | nicht qualifiziert |
| 2021 1 | Indien 1            | – 1                |
| 2022   | Indien              | nicht qualifiziert |

### Südamerikameisterschaft
| Jahr   | Gastgeber   | Platzierung  |
| ------ | ----------- | ------------ |
| 2008   | Chile       | Gruppenphase |
| 2010   | Brasilien   | Gruppenphase |
| 2012   | Bolivien    | Gruppenphase |
| 2013   | Paraguay    | Gruppenphase |
| 2016   | Venezuela   | Gruppenphase |
| 2018   | Argentinien | Gruppenphase |
| 2020 2 | Uruguay 2   | – 2          |
| 2022   | Uruguay     | Gruppenphase |